# Duan (meteoryt)
Duan – meteoryt żelazny znaleziony w regionie autonomicznym Kuangsi w Chinach. Meteoryt Duan jest jednym z sześciu zatwierdzonych meteorytów znalezionych w tej prowincji. Data znalezienia meteorytu nie jest znana.